# Luis Navarro Marfá
Luis Felipe Navarro Marfá, mais conhecido como Luis Navarro (San Sebastián, 21 de junho de 1954) é um padre e jurista espanhol, ex-reitor da Faculdade de Direito Canônico da Pontifícia Universidade da Santa Cruz e, desde 2016, Reitor da mesma Universidade.

## Biografia
Luis Navarro nasceu em San Sebastián ( Espanha ) em 21 de junho de 1954 e em 1976 formou-se em Direito pela Universidade Complutense. Em 1980, obteve o doutorado em Direito Canônico pela Universidade de Navarra ( Pamplona, Espanha ) e, em 1986, o doutorado em Direito Civil pela mesma universidade. 
Recebeu a ordenação sacerdotal, juntamente com outros fiéis do Opus Dei, em 15 de agosto de 1979.
Desde 1986 é professor de Direito Canônico Constitucional e Direito Pessoal na Pontifícia Universidade da Santa Cruz. 
De 2007 a 2015 foi Reitor da Faculdade de Direito Canônico da Pontifícia Universidade da Santa Cruz.
Desde 2014 é presidente da Consociatio Internationalis Studio Iuris Canonici Promovendo. 
É Reitor Magnífico da Pontifícia Universidade da Santa Cruz desde 1º de outubro de 2016.  
Em 2021 foi eleito presidente da Conferência dos Reitores e Instituições das Universidades Pontifícias Romanas (CRUIPRO). 

## Nomeações na Cúria Romana
Em 2002 foi nomeado Consultor do Pontifício Conselho para os Leigos. 
Em 2008 foi nomeado Consultor da Congregação para o Clero. 
Em 2018 foi nomeado Consultor do Dicastério para os Leigos, a Família e a Vida. 